# Elezioni regionali in Italia del 1963
Le elezioni regionali italiane del 1963 coinvolsero la più grande e la più piccola fra le regioni autonome. L’appuntamento seguiva il ciclo quadriennale sia in Sicilia che in Valdaosta. Fu la prima volta che in Valdaosta il meccanismo elettorale fu cambiato col sistema proporzionale.
Pur riguardando solo regioni speciali, l’inclusione della Sicilia diede loro il peso di un test per la Democrazia Cristiana.

## Elenco
- Elezioni regionali in Valle d'Aosta del 1963, 27 ottobre
- Elezioni regionali in Sicilia del 1963, 9 giugno